# تختخواب و صبحانه

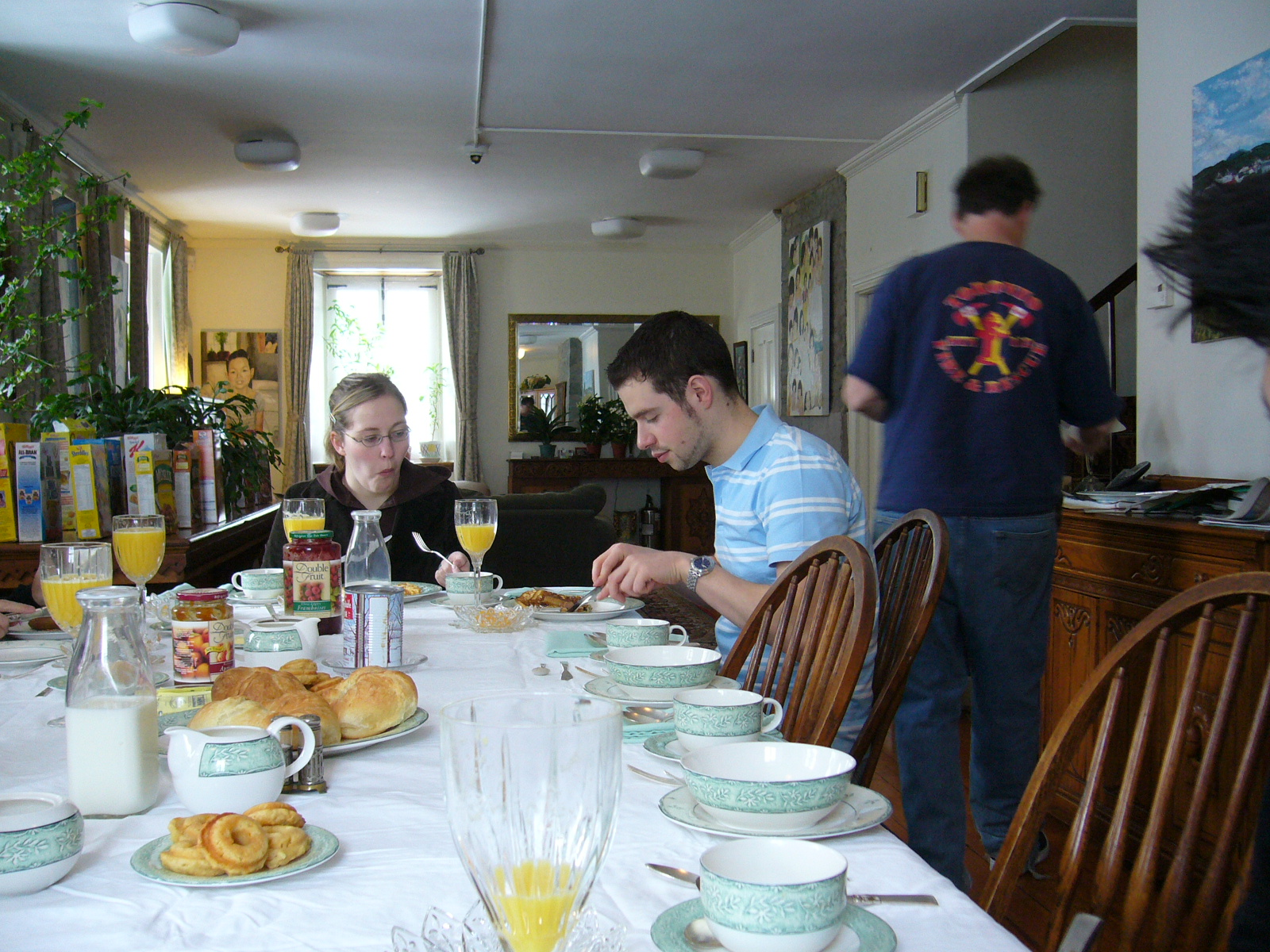
نمونه ی عکسی از پانسیون.

تختخواب و صبحانه یا پانسیون (به انگلیسی: Bed and breakfast) یا به اختصار B&B نوعی مکان اقامتی برای اجارهٔ کوتاه مدت است که در آمریکا، کانادا، برخی کشورهای اروپایی و همچنین در استرالیا و نیوزلند رواج دارد. معمولاً این مکانها، خانه‌های شخصی افراد هستند که یک یا دو اتاق آن‌ها به مسافران اجاره داده می‌شود. صاحبخانه در نقش میزبان، علاوه بر تأمین امکانات خواب و بهداشتی، صبحانه میهمانان را نیز تهیه می‌کند.